# Samie Parker
Samie Jabar Parker (Long Beach, 25 marzo 1981) è un giocatore di football americano statunitense.

## Nella NFL
Scelto al draft dai Kansas City Chiefs, nella stagione 2004 ha giocato 4 partite, nessuna da titolare, facendo 9 ricezioni per 137 yard con un touchdown.
Nella stagione 2005 ha giocato 12 partite di cui 9 da titolare facendo 36 ricezioni per 533 yard con 3 touchdown e 2 fumble persi, ed un tackle da solo.
Nella stagione 2006 ha giocato 16 partite di cui 15 da titolare facendo 41 ricezioni per 561 yard con un touchdown, 3 corse per 7 yard e un tackle da solo.
Nella stagione 2007 ha giocato 15 partite di cui 7 da titolare facendo 24 ricezioni per 298 yard con 2 touchdown e un fumble che è uscito fuori dal campo di gioco, una corsa per 2 yard, 3 tackle da solo ed infine un fumble recuperato.
Nella stagione 2008 è passato prima ai Denver Broncos, poi ai Carolina Panthers ed infine ai Seattle Seahawks senza mai entrare nell'organico della squadra.
Il 12 marzo 2009 è stato preso dal mercato dei free agent dagli Oakland Raiders per poi esser svincolato il 26 agosto.